# Adidas Predator
Adidas Predator er en serie af fodboldstøvler udviklet af den tyske sportsudstyrsproducent Adidas, som er baseret på et prototype-koncept udviklet af den tidligere australske fodboldspiller Craig Johnston. Det normale kendetegn på Predator-serien er tilstedeværelsen af gummistriber på toppen af skoen, designet til at øge friktionen mellem støvlen og bolden. Sent i 2010 designede Adidas den nye "Power-spine"-teknologi, som de hævder forbedrer skudstyrken ved at reducere den del, som en fod bøjer tilbage, mens den sparker bolden.
I 2014 vandt ungarske opfinder László Oroszi en retssag mod Adidas i forhold til Predator Precision-serien og tvang dermed Adidas til at betale royalty for den serie af støvler.
Predator-serien blev annulleret i maj 2015 for fodbold, men blev bragt tilbage sent i 2017 for at erstatte ACE-støvlerne, mens rugby-produkterne stadig sælger godt. Den nye elite-Predator bragt tilbage af Adidas hedder Predator 18+, som indeholder en syet overdel med et snørebåndsfrit design som i Ace 16+ og 17+. Den kraftige indersål som blev brugt i Ace 17+ blev også brugt på den nye Predator. Der er en variant med snørebånd, som også er tilgængelig.